# Estadio Centenario 27 de Febrero
Das Estadio Centenario 27 de Febrero ist ein Baseballstadion in der mexikanischen Stadt Villahermosa im  Bundesstaat Tabasco. Die Anlage wurde am 27. Februar 1964 eröffnet. Das Stadion gehört zu einem großen Sportkomplex. Dazu gehören u. a. das Estadio Olímpico de Villahermosa, ein Fußballstadion mit Leichtathletikanlage und 5.000 Plätzen, die Mehrzweckhalle Palacio de los Deportes Villahermosa, mehrere Trainingsplätze für Fußball, überdachte Basket- und Fußballplätze, weitere Baseballfelder, Schwimmbecken und  Tennisplätze.

## Nutzung
Das professionellen Baseballmannschaft Olmecas de Tabasco nutzt das Estadio Centenario seit ihrer Gründung im Jahr 1975. In den Jahren 2007 und 2008 war es zudem  Heimspielstätte der Plataneros de Tabasco aus der Liga Invernal Veracruzana.